# Scinda scarlatina
Scinda scarlatina är en insektsart som först beskrevs av Delong och Ruppel 1951.  Scinda scarlatina ingår i släktet Scinda och familjen dvärgstritar. Inga underarter finns listade i Catalogue of Life.